# امیر زرگری
امیر زرگری (زادهٔ ۱۰ مرداد ۱۳۵۹ در خمین) دوچرخه‌سوار حرفه‌ای ایرانی است که هم‌اکنون در باشگاه Ag2r-La Mondiale؛(EN) فرانسه رکاب می‌زند..